# Tithoréa
Tithoréa, en grec moderne : Τιθορέα, est un village et ancien dème du district régional de Phthiotide, en Grèce-Centrale. Depuis 2010, le dème est fusionné au sein du dème d'Amphiclée-Élatée.
Selon le recensement de 2011, la population du village compte 630 habitants tandis que celle du dème s'élève à 3 198 habitants.